# Suyumbayev Stadion
Le Suyumbayev Stadion (en kirghize : Сүйүмбаев Стадион) est un stade multi-usage situé à Osh, au Kirghizistan.
Il est actuellement utilisé pour la plupart du temps pour des matchs de football et sert de stade à domicile pour le Alay Osh et le Ak-Bura Osh pour la ligue Kirghizistan. Le stade a une capacité de 12 000 personnes.